# Baskicko-islandský pidžin

Velryba na znaku baskické obce Guéthary dokazuje, že Baskové byli mnohdy velrybáři, a právě u Islandu žije mnoho velryb

Baskicko-islandský pidžin je pidžin, kterým se mluvilo v sedmnáctém století na Islandu a na lodích v Atlantském oceánu mezi baskickými rybáři, mořeplavci a lovci velryb. Jedná se o baskičtinu s mnoha slovy z islandštiny, nizozemštiny, angličtiny, francouzštiny, španělštiny a němčiny. Na Islandu se používal na poloostrově Vestfirðir. Baskičtí mořeplavci byli velmi významní, existují i teorie, že objevili Ameriku a na Island se proto dostávali velmi často.

## Ukázky baskicko-islandského pidžinu
V následující tabulce jsou ukázky baskicko-islandského pidžinu a pro srovnání je uvedena baskičtina a islandština. Ukázky jsou z velrybářské knihy Vocabula Biscaica, uložené v Reykjavíku.
| Baskicko-Islandský pidžin                                           | Baskicky                                                               | Islandsky                                           | Česky                                               |
| ------------------------------------------------------------------- | ---------------------------------------------------------------------- | --------------------------------------------------- | --------------------------------------------------- |
| Christ Maria presenta for mi balia, for mi presenta for ju bustana. | Kristok eta Mariak bale bat emango balidate buztana emango nizuke nik. | Ef Kristur og María gefa mér hval, ég gef þér hali. | Pokud mi Kristus a Marie dají velrybu, dám ti ocas. |
| For ju mala gissuna.                                                | Gizon gaiztoa zara.                                                    | Þú ert vondur maður.                                | Jsi špatný muž.                                     |
| Zer travala for ju                                                  | Zer egiten duzu?                                                       | Við hvað vinnur þú?                                 | Co děláš?                                           |
| Sumbatt galsardia for?                                              | Zenbat galtzerdigatik?                                                 | Hversu margir sokkar fyrir?                         | Kolik ponožek?                                      |
| Fenicha for ju.                                                     | Zurekin larrua jo.                                                     | Ríða þér.                                           | S ránou.                                            |

## Příklady některých slov z baskicko-islandského pidžinu

### Slova baskického původu
- atorra, z atorra 'košile'
- berria, z berria 'nový'
- berrua, z beroa 'horký'
- bustana, z buztana 'ocas'
- eta, z eta 'a'
- galsardia, z galtzerdia 'ponožka'
- gissuna, z gizona 'muž'
- locaria, z lokarria 'krajka'
- sagarduna, z sagardoa 'cider'
- ser, z zer 'co'
- sumbatt, z zenbat 'kolik'
- travala, z trabaillatu, 'pracovat', sice přejato z baskičtiny, ale románského původu
- usnia, z esnea 'mléko'

### Slova germánského původu

#### Slova z angličtiny
- for mi, z for me 'pro mě', lze použít ve více významech
- for ju, z for you 'pro tebe', lze použít ve více významech

#### Slova z ostatních germánských jazyků
- for, není známo, ze kterého z germánských jazyků toto slovo pochází, ale v germánských jazycích for znamená pro.
- cavinit, z gar nichts, což znamená v nizozemštině a němčině vůbec nic.

### Slova románského původu

#### Slova ze španělštiny
- cammisola, z camisola 'košile'
- fenicha, z fornicar 'smilnit'
- trucka, z trocar 'vyměnit'

#### Slova z francouzštiny nebo španělštiny
- mala, z mal 'špatný'
- eliza, z église 'kostel'

### Ano
Ano se baskicko-islandským pidžinem řeklo bai (z baskického bai) nebo vi (z francouzského vÿ, v moderní francouzštině psáno oui)